# Palacio Raggio (Monserrat)

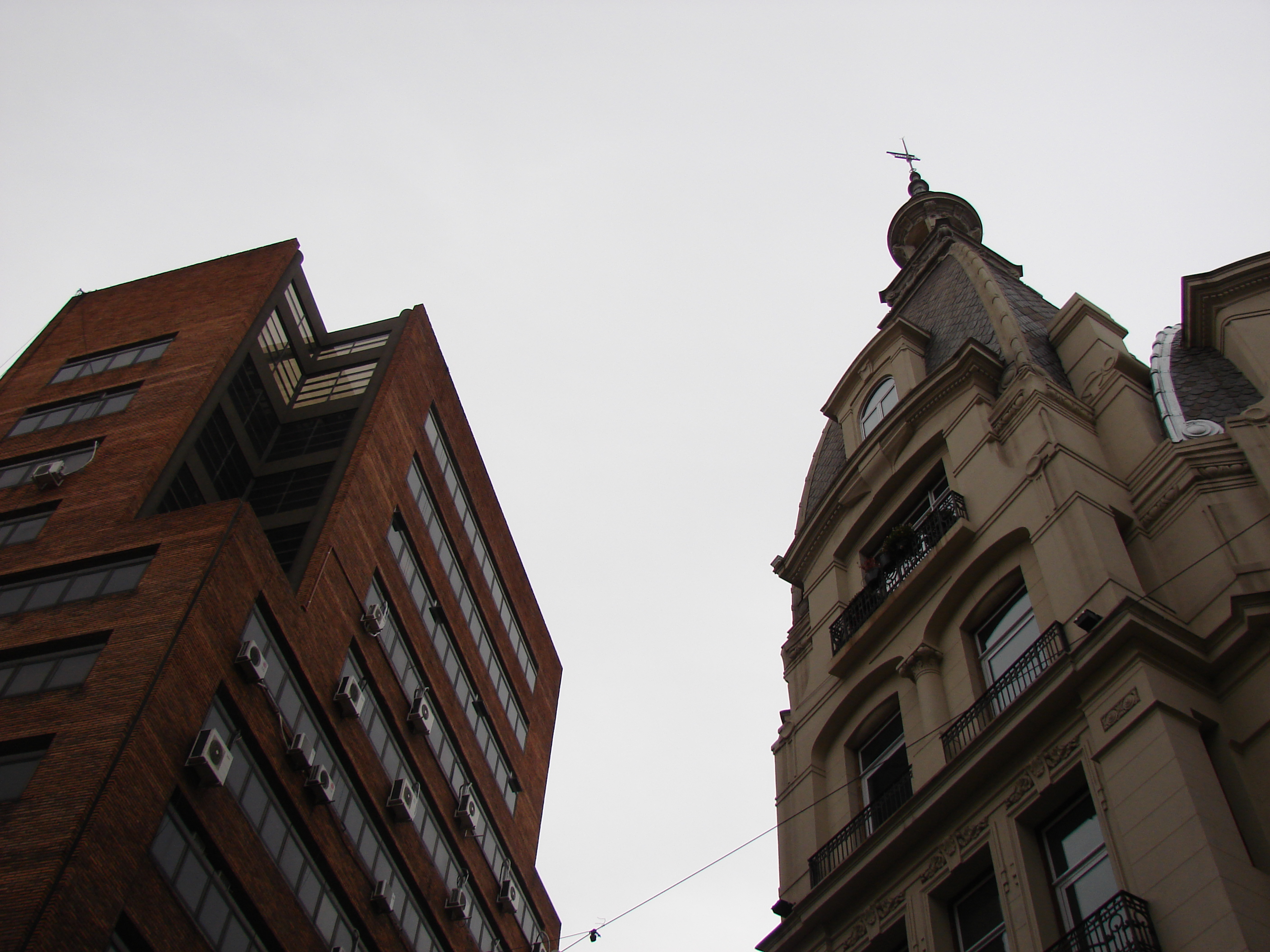
Contrastes de Buenos Aires. Posmodernidad del Banco Itaú enfrentada al Academicismo francés del Palacio Raggio.

El Palacio Raggio es un edificio que se encuentra en pleno centro de la ciudad de Buenos Aires, junto al Colegio Nacional de Buenos Aires y a pocas cuadras de la Plaza de Mayo. Estuvo ocupado ilegalmente desde la década de 1980 hasta febrero de 2008, cuando fue desalojado para iniciar su remodelación para transformarlo en hotel y emprendimiento residencial..
El edificio fue financiado por la firma comercial “Lorenzo Raggio y Hermanos”, quienes adquirieron el terreno en la esquina sudoeste de Bolívar y Moreno, ocupado desde tiempos coloniales por la casa de la familia Ortiz de Rozas, a la cual perteneció el Gobernador Juan Manuel de Rosas, también funcionó como sede de Correos y Telégrafos y sobre la calle Moreno fue sede del Gobierno de la Provincia de Buenos Aires. En 1906, los hermanos Lorenzo, José y Benito Raggio presentaron a la Municipalidad de Buenos Aires los planos diseñados por el arquitecto suizo Lorenzo Siegerist, que fueron aprobados en marzo de 1907 y la construcción comenzó.
A mediados de 1909, la revista Caras y Caretas dedicaba un artículo al Palacio Raggio, anunciando que los hermanos esperaban concluir la planta baja para ese año, para ya poder trasladar su local comercial, y los pisos superiores estarían terminados para comienzos del año siguiente, mientras su voluntad era poder inaugurar el edificio terminado para el 25 de mayo, en el Centenario de la Revolución de Mayo.
En la planta baja se instalaron los almacenes de Raggio Hermanos, y los pisos superiores fueron destinados a departamentos de renta usufructuados por la firma comercial. Una de las características originales del edificio fue el diseño de un pasaje interior en la planta baja, requerido por los Raggio para el ingreso de mercaderías, ya que debido al gran movimiento que tenía la tienda ocasionaría el congestionamiento de las calles angostas donde se construía el nuevo local. Aunque el dibujo del proyecto original del arquitecto Siegerist mostraba que el edificio tendría cinco plantas, finalmente solamente tuvo cuatro (la planta baja destinada al local y los tres pisos superiores incluyendo la mansarda y la cúpula sobre la ochava, ocupados por los departamentos de renta.
El Palacio está organizado en un sistema de patio interiores hacia los cuales asoman los departamentos, a través de una serie de pasillos que balconean, según se usaba en la época. Ocupando un terreno muy generoso dentro del estrecho loteo del antiguo centro de Buenos Aires, el edificio contaba con la superficie necesaria para desarrollar en la planta baja el gran local de los almacenes Raggio, el pasaje privado de 8 metros de ancho y los sectores de servicio.
Casi cien años después, el edificio se encontraba en estado ruinoso. Desde por lo menos fines de la década de 1970 se encontraba en una situación de ocupación ilegal, mediante la cual un encargado cobraba un alquiler informal a familias que lo habitaban irregularmente. La planta baja con su pasaje privado había sido transformada en un amplio estacionamiento vehicular cubierto, y el local de Raggio Hermanos había sido subdividido en comercios menores, también alquilados irregularmente. La estructura del antiguo Palacio Raggio estaba seriamente perjudicada por la falta de mantenimiento y los interiores y patios estaban destruidos, mientras con entrepisos agregados ad hoc, llegó a alojar más de 200 familias en condiciones de hacinamiento.
A mediados del año 2006, la firma San Telmo House S.A., propiedad del arquitecto y desarrollador inmobiliario Fernández Prieto y Asociados, adquirió el Palacio Raggio y los terrenos adyacentes para restaurarlo e instalar allí un complejo que incluiría un centro comercial, departamentos y un hotel boutique. Mientras un grupo numeroso se resistió, incluso cuando se les ofrecieron indemnizaciones monetarias por sumas de hasta $16.000 por familia y fletes para el traslado de sus pertenencias, el Gobierno de la Ciudad tuvo que intervenir finalmente para forzar el abandono del Palacio Raggio de las últimas familias que permanecían en él.
En el año 2012 comenzó la renovación. la renovación implicó el reciclado de la totalidad de los espacios interiores. El esquema original y la galería perimetral fueron preservados, se recuperó la planta baja para un gran lobby y los pisos superiores para hacer 150 residencias tipo condominio distribuidas en ocho plantas.